# 155-я отдельная механизированная бригада
155-я отдельная механизированная бригада имени Анны Киевской (155 омехбр, 155 ОМБр) — общевойсковое подразделение Сухопутных войск Украины.

## История

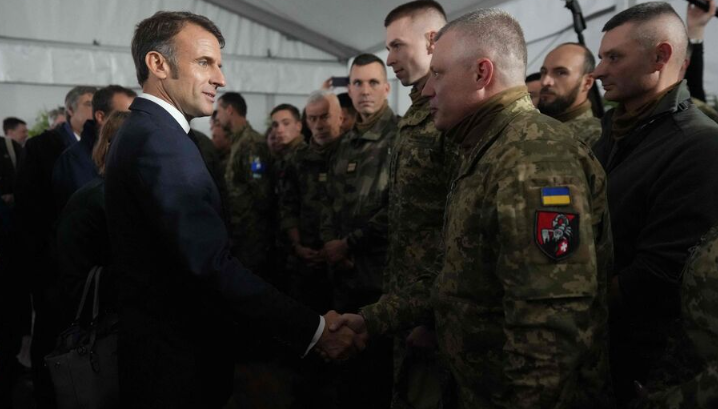
Президент Франции Эмманюэль Макрон во время посещения бригады 8 октября 2024 года

О создании бригады впервые было заявлено президентом Франции Эммануэлем Макроном в июне 2024 года во время празднования 80-летия высадки союзных сил в Норманции. Бригада была создана во Франции и получила имя киевской княгини Анны Киевской, впоследствии — французской королевы XI века. 155 омехбр задумывалась как образцовая бригада ВСУ, полностью созданная и укомплектованная партнёрами Украины с Запада. Руководство Франции взяло шефство над бригадой, а президент Франции Эмманюэль Макрон публиковал в социальных сетях видеоролики и изображения с бригады. 
Бригада начала формироваться в марте 2024 года. Осенью 2024 года бойцы бригады были отправлены во Францию для изучения местного вооружения, в частности, САУ  CAESAR и миномётов. 
Бюджет бригады составил 930 млн долларов США. 
Украинские военнослужащие обучались тактике зачистки зданий, координации действий подразделений в условиях городских боёв.
В начале октября в состав бригады вошли 2300 человек, часть из которых была добровольцами, некоторые были призваны в ходе мобилизации на Украине; люди, имеющие боевой опыт, составили лишь небольшую часть. По информации  украинского журналиста Юрия Бутусова, часть бойцов бригады были мобилизованы насильно. 
Обучение бойцов бригады длилось два месяца, в нём принимали участие 1500 французских специалистов. 
По информации Би-би-си, всего в бригаде состояло 4500 человек, половина из которых прошла подготовку во Франции. 
По информации Business Insider, личный состав бригады составляет 5800 человек. 
Сразу после возвращения состава бригады из Франции у подразделения поменялся командир, новым стал командующий полковник Максим Тарасов. Предыдущий командир Дмитрий Рюмшин был снят с должности из-за проблем с мотивацией бойцов управлением бригадой. 
В конце декабря 2024 года, после почти двухмесячного обучения, бригада была возвращена на Украину и переброшена на покровское направление участия в боях за город. 
По информации Юрия Бутусова, в ходе боёв за Покровск бригада понесла значительные потери.
Подразделения бригады были переданы в другие бригады ВСУ, а получившие специальную подготовку бойцы были переведены в пехоту.
По информации ГБР, СБУ и офиса президента Украины, 20 января был задержан бывший командир бригады Дмитрий Рюмшин. По информации следствия, Рюмшин скрывал эпизоды массового дезертирства в бригаде во время обучения в Европе, а также в ходе боёв на востоке Украины.
По состоянию на 14 января 2024 года подразделения бригады обороняли Котлино.
По информации украинских СМИ, к началу февраля 2025 года боеспособность бригады была восстановлена и подразделение принимало участие в обороне Покровска.

## Вооружение

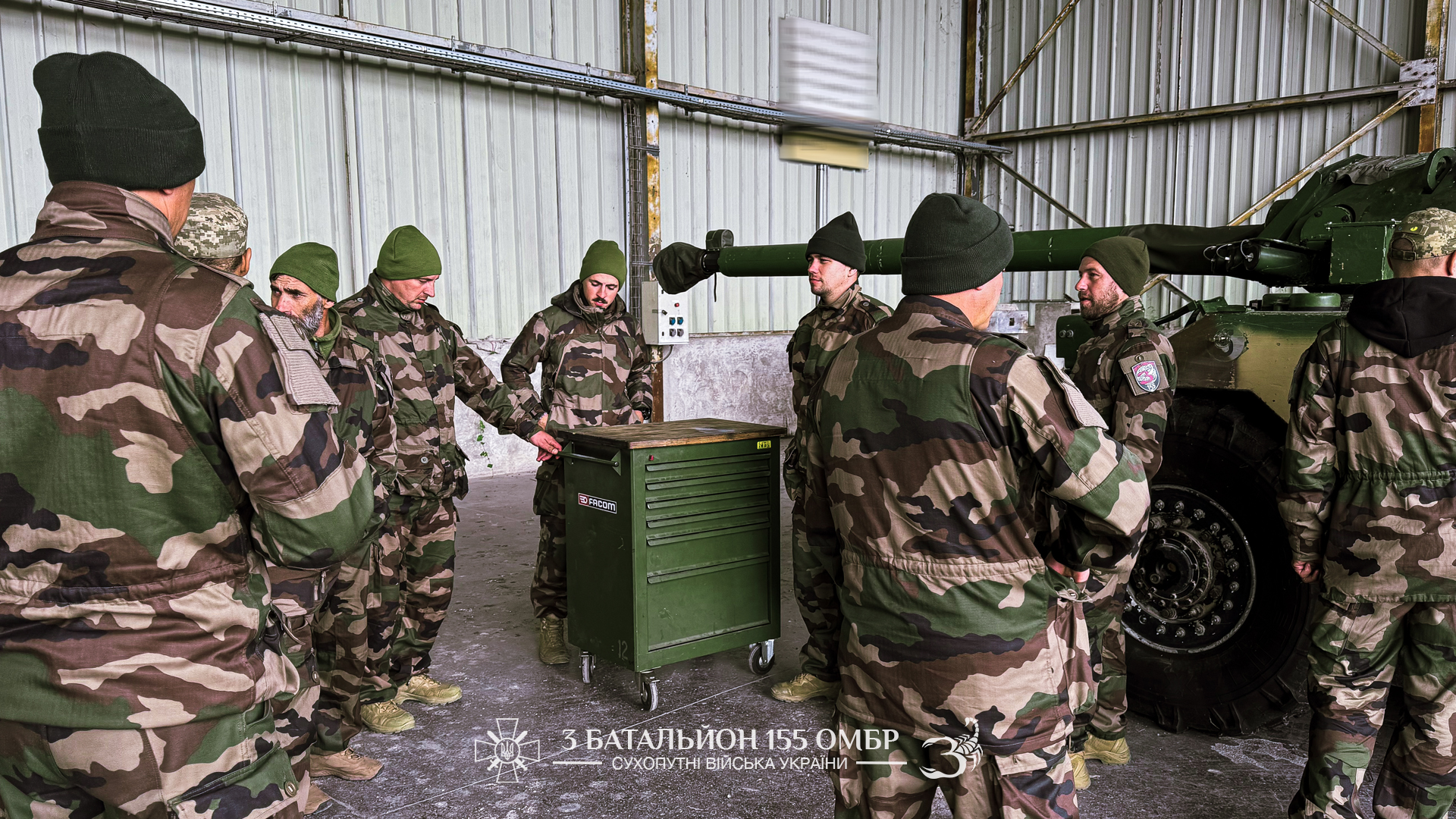
Бойцы 3-го батальона 155-й бригады рядом с AMX-10RC во время обучения во Франции

К середине октября 2024 года с французской стороны бригада была укомплектована 128 БТР, 18 самоходными гаубицами Caesar, 18 колёсными танками AMX 10 RC, танками Leopard 2A4, а также транспортными машинами. По информации The Economist, Украина не предоставила подразделению БПЛА и РЭБ. По информации Юрия Бутусова, после возвращения из Франции часть выданного там вооружения (дивизион САУ CEASAR) была передана другим подразделениям. Также, по его словам, для бригады было выделено всего лишь 150 БПЛА.

## Проблемы с дезертирством
2 января 2024 года Главное управление разведки Министерства обороны Украины возбудило уголовное дело по статьям ст. 426-1 «превышение военных полномочий» и ст. 408 «дезертирство» Уголовного кодекса Украины. По информации Юрия Бутусова, всего дезертировало 1700 человек, 50 из них – ещё находясь на обучении во Франции. Ещё до отправки во Францию из бригады дезертировало 935 человек. По оценке Бутусова, из состава бригады дезертировало 30% личного состава.
По информации пожелавшего остаться неизвестным офицера бригады, во Франции дезертировало 59 человек. 
Депутат Верховной Рады Украины Марьяна Безуглая в декабре 2024 года сообщила, что бригада де-факто расформирована, её члены распределены по другим воинским подразделениям. 
На фоне скандала с дезертирством в январе 2025 года ВСУ организовали пресс-тур в подразделение. Командующий бригадой Тарас Максимов заявил, что вся информация в СМИ не соответствует действительности.